# Осиківська сільська рада (Бердичівський район)
Осиківська сільська рада — колишня адміністративно-територіальна одиниця та орган місцевого самоврядування у Бердичівському районі і Бердичівській міській раді Бердичівської округи, Вінницької й Житомирської областей Української РСР та України з адміністративним центром у с. Осикове.

## Населені пункти
Сільській раді були підпорядковані населені пункти:
- с. Осикове
- с. Агатівка
- с. Дубова

## Населення
Відповідно до перепису населення СРСР, станом на 17 грудня 1926 року, чисельність населення ради становила 389 осіб, з них, за статтю: чоловіків — 179, жінок — 210, етнічний склад: українців — 64, росіян — 5, євреїв — 2, поляків — 312, інших — 6. Кількість господарств — 80, з них несільського типу — 6.
Кількість населення ради, станом на 1931 рік, становила 426 осіб.
Відповідно до результатів перепису населення СРСР, кількість населення ради, станом на 12 січня 1989 року, становила 1 202 особи.
Станом на 5 грудня 2001 року, відповідно до перепису населення України, кількість мешканців сільської ради становила 1 052 особи.

### Мова
Розподіл населення за рідною мовою за даними перепису 2001 року:
| Мова       | Відсоток |
| ---------- | -------- |
| українська | 98,67 %  |
| російська  | 1,14 %   |

## Склад ради
Рада складалася з 16 депутатів та голови.

### Керівний склад сільської ради
| ПІБ                        | Основні відомості                                                  | Дата обрання | Дата звільнення |
| -------------------------- | ------------------------------------------------------------------ | ------------ | --------------- |
| Реєнт Лідія Семенівна      | Сільський голова , 1953 року народження, освіта, позапартійна      | 26.03.2006   | 31.10.2010      |
| Маркусевич Сергій Юзефович | Сільський голова , 1968 року народження, освіта вища, безпартійний | 31.10.2010   |                 |

Примітка: таблиця складена за даними джерела

## Історія
Створена 1925 року в складі с. Осикове та хутора Борисівка Гальчинецької сільської ради Бердичівського району Бердичівської округи.
Станом на 1 вересня 1946 року сільська рада входила до складу Бердичівського району Житомирської області, на обліку в раді перебували с. Осикове та х. Борисівка.
Ліквідована 11 серпня 1954 року, відповідно до указу Президії Верховної ради Української РСР «Про укрупнення сільських рад по Житомирській області», територію та населені пункти ради приєднано до складу Катеринівської сільської ради Бердичівського району. Відновлена 12 серпня 1974 року, відповідно до рішення Житомирського облвиконкому № 342 «Про зміни в адміністративно-територіальному поділі окремих районів області в зв'язку з укрупненням колгоспів», внаслідок перенесення адміністративного центру Катеринівської сільської ради до с. Осикове з відповідним її підпорядкуванням на Осиківську та підпорядкуванням сіл Агатівка і Осикове. 17 квітня 1996 року, відповідно до рішення Житомирської обласної ради «Про підпорядкування Осиківській сільраді Бердичівського району села Дубова», підпорядковано с. Дубова Бердичівського району.
Ліквідована 3 січня 2019 року у зв'язку з об'єднанням до складу Гришковецької селищної територіальної громади Бердичівського району Житомирської області.
Входила до складу Бердичівського району (1925 р., 28.06.1939 р., 12.08.1974 р.) та Бердичівської міської ради (15.09.1930 р.).